# Somestesia
Somestesia (do latim soma, que quer dizer corpo e aesthesia, que significa sensibilidade) é a capacidade que seres humanos e animais têm de receber informações sobre as diferentes partes do seu corpo. Essas informações podem ser referentes ao meio ambiente ou ao próprio corpo e nem todas se tornam conscientes.
Embora não tenhamos consciência de todas as informações recebidas pelo organismo, estamos sujeitos a diversos tipos de estímulos provenientes do meio. A detecção de um estímulo propriamente dito é denominada sensação, e a interpretação do estímulo que envolve a consciência é chamada de percepção.
O sistema somestésico divide-se em um subsistema epicrítico e um protopático.
Sistema epicrítico - é preciso, rápido, discriminativo e apresenta uma representação espacial detalhada.

Submodalidades:
- tato fino - percepção das características dos objetos que tocam a pele;
- propriocepção consciente - localizar a posição e movimento das diferentes partes do corpo sem utilizar a visão.

Sistema protopático -  é grosseiro, lento e impreciso.

Submodalidades:
- termossensibilidade - percepção da temperatura do ambiente e de objetos;
- dor - percepção de estímulos fortes e capazes de lesar o organismo.

No século XVII, John Locke propôs a teoria da Tabula Rasa, que determinava a ausência de qualquer conhecimento até o nascimento e que o aprendizado viria a partir de experiências sensoriais. Se imaginarmos uma pessoa que nasce sem nenhuma forma de percepção sensorial fica claro que só é possível aprender algo se a pessoa tiver experiências sensoriais. De uma forma geral, os diferentes tipos de sensibilidade são reunidos no sistema somestésico.

## Vias anatômicas
Existem receptores sensoriais em todos os órgãos do corpo, embora a pele seja o “órgão somestésico” por excelência. Os receptores são estruturas histológicas especializadas para melhor detectar os diferentes estímulos que incidem sobre a pele (ou órgãos internos), compostos pela extremidade de uma fibra nervosa, que pode estar livre ou associada a células não-neurais, formando um “mini-órgão”. As fibras que emergem desses mini-órgãos podem ser mielinizadas ou não, e vão se juntando em filetes nervosos e nervos periféricos, até finalmente penetrar o sistema nervoso central (SNC), através das raízes dorsais da medula, ou através de alguns nervos cranianos diretamente no encéfalo. Os corpos celulares que dão origem a essas fibras ficam localizados nos gânglios espinhais: são eles os neurônios primários do sistema somestésico.
Em ambos os subsistemas (epicrítico e protopático), o neurônio primário estabelece contato sináptico com o neurônio secundário em algum nível do SNC (na medula ou no tronco encefálico), e o axônio deste geralmente cruza a linha média antes de estabelecer contato com o neurônio de terceira ordem. Desse modo, a representação somestésica do SNC é quase sempre contralateral: o hemisfério cerebral esquerdo recebe informações do lado direito do corpo e vice-versa. A informação codificada dos estímulos ambientais, então, pode ser conduzida ao tálamo, onde estão os neurônios de terceira ordem, cujos axônios projetam diretamente às regiões somestésicas do córtex cerebral. Muitas fibras proprioceptivas secundárias seguem outro caminho: mantêm-se do mesmo lado projetando diretamente ao cerebelo, onde se encontram os neurônios de terceira ordem. Neste caso, os neurônios de terceira ordem formam circuitos intracerebelares e não projetam às regiões somestésicas do córtex cerebral. Além disso, muitas fibras nociceptivas de segunda ordem estabelecem contato com neurônios do tronco encefálico, e estes iniciam uma sequência numerosa de sinapses que dirigem a informação dolorosa a diversas regiões cerebrais.

### Tato
Os neurônios táteis de segunda ordem do sistema epicrítico situam-se nos núcleos da coluna dorsal e no núcleo principal do trigêmeo, ambos no tronco encefálico; já os do sistema protopático estão situados no corno dorsal da medula e no núcleo espinhal do trigêmeo. Todos os neurônios táteis de segunda ordem projetam seus axônios para o tálamo contralateral, onde estão as células de terceira ordem. Estas, por sua vez, projetam para as regiões somestésicas do córtex cerebral. O tato epicrítico e o tato protopático permanecem separados até o tálamo, constituindo vias ascendentes distintas, e isso é verdade tanto para a sensibilidade do corpo como para a da cabeça.
No caso do tato epicrítico, as fibras que emergem dos núcleos da coluna dorsal cruzam para o lado oposto reunindo-se com as que derivam do núcleo principal do trigêmeo. Os dois conjuntos permanecem lado a lado, formando um feixe achatado localizado perto do plano mediano do tronco encefálico, chamado lemnisco medial. O lemnisco medial termina no núcleo ventral posterior do tálamo, de onde emergem as radiações talâmicas, cujas fibras deixam o diencéfalo pela cápsula interna penetrando na substância branca cortical para terminar no giro que margeia o sulco central, no lobo parietal. Nessa região cortical é encontrada a área somestésica primária.
No caso do tato protopático, as fibras do feixe espinotalâmico reúnem-se com as que emergem do núcleo espinhal do trigêmeo para formar o lemnisco espinhal, vizinho do lemnisco medial. As fibras táteis do lemnisco espinhal terminam também no núcleo ventral posterior do tálamo, após esse estágio sináptico as informações são enviadas a S1. No lemnisco espinhal trafegam também as fibras que conduzem as sensibilidades térmica e dolorosa.

### Propriocepção
Os somas das fibras aferentes que se originam na cabeça pertencem a neurônios primários situados no gânglio trigêmeo, e as suas terminações sinápticas contactam os neurônios de segunda ordem situados no núcleo principal desse nervo craniano. Já os somas das fibras que se originam no corpo estão situados nos gânglios espinhais, e seus prolongamentos centrais trafegam pelo feixe da coluna dorsal até os núcleos grácil e cuneiforme, onde se situam os neurônios de segunda ordem. Daí em diante, as fibras secundárias unem-se às do núcleo principal do trigêmeo do lemnisco medial, até atingirem o núcleo ventral do tálamo, onde fazem sinapses com os neurônios de terceira ordem. A região cortical que recebe as informações proprioceptivas é a área 3 do giro pós-central do lado oposto. A organização estrutural e as características funcionais das vias proprioceptivas são semelhantes às do tato fino, e portanto fazem parte do sistema somestésico epicrítico.
Muitas das fibras primárias que constituem o sistema de propriocepção consciente emitem ramos colaterais logo ao entrar no SNC, os quais atingirão o cerebelo e outras estruturas rombencefálicas participantes do sistema de propriocepção inconsciente. Desse modo, as mesmas informações codificadas pelos proprioceptores musculares, tendinosos e articulares são utilizadas pelo sistema nervoso simultaneamente para produzir percepção e para exercer o controle da motricidade.

### Sensibilidade Térmica
Os termorreceptores se encontram distribuídos por toda a superfície cutânea, as mucosas e as paredes das vísceras digestivas e respiratórias. Essa distribuição não é homogênea.
Os corpos dos neurônios primários estão situados nos gânglios espinhais e no gânglio trigêmeo, e as fibras que emergem desses gânglios fazem sinapses com os neurônios situados no corno dorsal da medula ou no núcleo espinhal do trigêmeo. Os neurônios de segunda ordem da medula emitem axônios que cruzam a linha média na própria medula, e a seguir trafegam pela coluna ântero-lateral até o tronco encefálico, onde se encontram com os axônios originários do núcleo espinhal do trigêmeo oposto para formar o lemnisco espinhal, que se projeta até o tálamo. No tálamo, os neurônios termossensíveis de terceira ordem situam-se no núcleo ventral posterior, misturados aos neurônios táteis, e seus axônios emergem do núcleo pelas radiações talâmicas para terminar na área S1 do córtex cerebral. Por sua organização anatômica, as vias de sensibilidade térmica fazem parte do sistema somestésico protopático. Ainda são pouco conhecidas as propriedades funcionais dos neurônios e das regiões talâmicas que processam informações térmicas provenientes da pele.

### Dor
Os corpos dos neurônios primários da dor localizam-se, como em todas as demais submodalidades somestésicas, nos gânglios espinhais e no gânglio trigêmeo. A maioria dos neurônios de segunda ordem, entretanto, situa-se no corno dorsal da medula e no núcleo espinhal do trigêmeo, onde recebem as sinapses dos aferentes de primeira ordem e de outros aferentes, formando aí pequenos circuitos locais de grande importância para a percepção final da dor.
Os neurônios de segunda ordem da dor emitem axônios dentro da medula que cruzam para o lado oposto, nos mesmos segmentos em que entraram os aferentes primários, e se incorporam ao feixe espinotalâmico situado na coluna ântero-lateral da medula. O feixe espinotalâmico ascende por toda a medula até o tronco encefálico, onde se encontra com as fibras nociceptivas de segunda ordem do núcleo espinhal do trigêmeo para formar o lemnisco espinhal. Até este ponto, as fibras da dor rápida estão misturadas às da dor lenta, embora alguns anatomistas façam distinção entre um feixe chamado neospinotalâmico, que conduziria ao tálamo os impulsos nociceptivos da dor rápida, e outro chamado paleoespinotalâmico ou espino-retículo-talâmico, que conduziria os impulsos nociceptivos da dor lenta ao tálamo passando através da formação reticular. Outras fibras desse sistema nociceptivo mais antigo terminariam em regiões do tronco encefálico (formação reticular, grísea periaquedutal) encarregadas de promover reações comportamentais e fisiológicas à dor. Os impulsos da dor rápida são veiculados diretamente a dois núcleos talâmicos (posterior e ventral posterior), onde estão os neurônios de terceira ordem cujos axônios projetam ao córtex somestésico primário. A via “direta” da dor rápida explica as suas características fisiológicas principais: estrita correlação com o estímulo e precisa localização espacial.
As características da dor lenta são proporcionadas pelas propriedades do trajeto de suas fibras. As fibras de primeira ordem têm terminações muito extensas e ramificadas, que de um lado podem se estender até a órgãos diferentes e de outro convergir para os mesmos neurônios. As fibras secundárias se dirigem não apenas ao tálamo e à S1 para nos dar consciência deles, mas também a diversas outras regiões do SNC que controlam os fenômenos vegetativos e emocionais.
Algumas fibras de segunda ordem projetam aos neurônios da formação reticular, encarregada de criar um estado fisiológico e psicológico de alerta no indivíduo. Outras fibras projetam ao hipotálamo, onde estão situados neurônios secretores ou controladores da secreção hormonal das glândulas endócrinas e neurônios que participam do controle do funcionamento das vísceras. Outras fibras ainda projetam a núcleos do sistema límbico, alguns deles situados também no tálamo, criadores de diferentes reações comportamentais e subjetivas de conteúdo emocional. Neste caso, as informações nociceptivas acabam chegando também a uma região cortical diferente da área somestésica, responsável pelo conteúdo emocional de uma experiência dolorosa. Trata-se do córtex cingulado anterior.

## Receptores
Receptores sensoriais são estruturas responsáveis pelo contato do corpo com o mundo externo. São órgãos e células especializados capazes de transformar um tipo de energia em energia eletroquímica comum (potencial de ação), inteligível ao sistema nervoso. Cada receptor é específico, dotado de sensibilidade máxima para determinada forma de energia (baixo limiar de resposta para seu tipo específico e alto limiar para os demais tipos). As informações táteis, proprioceptivas, termossensíveis e de dor – as quais constituem a somestesia – são trazidas por receptores de diferentes tipos. São, funcionalmente: 1. mecanorreceptores (informações táteis e proprioceptivas); 2. termorreceptores;  3. nociceptores (de dor).
1. Sensíveis a estímulos mecânicos contínuos ou vibratórios, relacionados ao controle motor e funções orgânicas.
2. Sensíveis a variações térmicas em torno da temperatura corporal, situados na pele e em menor número no hipotálamo (o qual é referido como centro de controle da temperatura corpórea).
3. Sensíveis a estímulos diversos, geralmente intensos, os quais sejam potencialmente danosos (nocivos).
O sistema somestésico tem receptores distribuídos por todo corpo. Diferentes tipos de estímulo são processados contemplando as diferentes modalidades somestésicas que combinadas provocam sensações complexas. É preciso ficar claro que as percepções são construídas internamente segundo regras inatas e limitações do Sistema Nervoso Central, o qual extrai apenas certas informações dos estímulos, desprezando outras (a maioria delas inclusive!), interpretando-as com base na experiência passada.
O processo de conversão da forma de energia recebida em descarga neural passa por duas etapas básicas: transdução do estímulo e codificação neural. A energia (estímulo) que chega aos receptores leva a uma despolarização ou hiperpolarização local da membrana celular do receptor. A transdução consiste na absorção da energia externa seguida pela geração de um potencial bioelétrico (gerador ou receptor). A codificação é a evocação de uma descarga de potenciais de ação (a partir do potencial bioelétrico) os quais representam de fato a informação trazida pelo estímulo, incluindo aí suas características de intensidade e duração.
Para que efetivamente se realize a sensibilização do receptor, o estímulo deve ser adequado (capaz de ativar o receptor). Considera-se o limiar de ativação como absoluto ou diferencial. Limiar absoluto é a intensidade mínima do estímulo capaz de desencadear um potencial receptor. Limiar diferencial é a diferença de intensidade minimamente perceptível entre dois estímulos.
Como supracitado, os diversos tipos de energia captados são convertidos em um tipo de energia comum, eletroquímica, igual para todos os estímulos. O organismo diferencia os potenciais de ação levando em conta os atributos do estímulo (modalidade, intensidade, duração e localização) os quais conferem a especificação necessária.
- Modalidade é definida principalmente pelo "Código da Linha Marcada" - também chamado "Lei das Energias Específicas": cada feixe nervoso termina em um ponto do sistema nervoso central e o tipo de sensação sentida quando uma fibra nervosa é estimulada é determinado pelo ponto para o qual ela se dirige. A maioria dos receptores sensoriais é maximamente sensível a um tipo de energia de estímulo que confere especificidade. A excitação de um certo receptor provoca invariavelmente a mesma sensação, no entanto a excitação pode ser realizada de diferentes formas. Exemplificando: uma forte pressão realizada sobre os olhos fechados pode levar a impressões visuais, ainda que não tenha havido estímulo luminoso. O estímulo é mecânico, todavia os escotomas cintilantes percebidos invariavelmente ocorrem por estimulação dos fotorreceptores. A modalidade depende, pois, do órgão sensorial. O estímulo ao receptor pode ser diverso, a sensação enviada pelo receptor no entanto é sempre a mesma.

- Intensidade do estímulo é determinada por dois "códigos". O Código da população, definido pelo número de receptores estimulados e o Código da Freqüência, definido pela freqüência dos potenciais de ação em cada fibra estimulada (e ainda pela amplitude). Há proporcionalidade entre os códigos e os estímulos: quanto mais intensos estes, mais freqüentes e numerosos aqueles; limitados pela capacidade de transdução das células e as propriedades de condução dos axônios. A intensidade, portanto, depende da magnitude do estímulo.

- Duração é definida por receptores de adaptação rápida e lenta. Antes de especificá-los, convém definir "adaptação". Essa característica nada mais é que a diminuição da resposta (potencial) dado um estímulo persistente. É um mecanismo comum, e decorre da inativação de canais de Na+ e Ca2+ e ainda da ativação de canal de K+. Os receptores de adaptação rápida definem o início e o término do estímulo, já os de adaptação lenta respondem durante todo o estímulo.

- Localização é codificada pela distribuição de neurônios ativos entre o total de neurônios sensoriais. As informações são trazidas por diferentes fibras, e a concentração de receptores é maior nos locais mais sensíveis como as pontas dos dedos e os lábios, conferindo maior capacidade discriminativa.

A resolução espacial do receptor é definida pelo campo receptivo: área em que o estímulo ativa o receptor sensorial. Quanto menores os campos receptivos, maior a resolução (precisão). Considerando a somestesia, tais campos se localizam na pele e em órgãos internos.
A seguir alguns exemplos de receptores, localização destes e principal função:
- terminações livres: localizadas em todo o organismo, são de adaptação lenta e têm múltiplas funções. Trazem informações táteis (tato protopático, grosseiro), dor, termossensibilidade e propriocepção.
- corpúsculos de Meissner e Pacini: localizados na derme, são de adaptação rápida. Especialmente concentrados nos lábios, dedos e demais regiões sensíveis. Identificam texturas por serem sensíveis a estímulos vibratórios lentos e rápidos (Meissner e Pacini, respectivamente).
- corpúsculos de Ruffini: localizados na derme profunda, são de adaptação lenta. Provavelmente identificam indentações da pele.
- discos de Merkel: localizados na epiderme, informam quanto a pressões contínuas (são também de adaptação lenta).
- bulbos de Krause: encontrados na derme, genitália externa e língua, parecem relacionados às sensações de frio (função incerta, no entanto).
- fusos neuromusculares e órgãos tendinosos de Golgi: tais receptores estão relacionados especialmente com a propriocepção (estática e dinâmica). Localizam-se nos músculos e tendões, trazem informações quanto à posição e angulação das articulações e grau de contração dos músculos.

A termossensibilidade é referida por receptores de frio e calor (nas temperaturas suportáveis) e por receptores de dor (nociceptores) nas temperaturas extremas em que pode ocorrer lesão tecidual. Os termorreceptores estão distribuídos em número relativamente pequeno ao longo da pele, portanto tal sensibilidade é mais facilmente percebida quando todo corpo (ou grande parte) está submetido a variações de temperatura.

### Inibição lateral
Quando excitadas, praticamente todas as vias sensoriais geram, ao mesmo tempo, sinais inibitórios laterais. Tais sinais se distribuem na vizinhança do sinal excitatório e inibem os neurônios adjacentes. Esse processo é importante por bloquear a difusão lateral dos sinais excitatórios e, por isso, aumentar o grau de contraste do padrão sensorial percebido no córtex. Permite o alcance da sintonia fina e capacidade discriminativa máxima das informações sensoriais

## Propriocepção
A propriocepção é um tipo de sensação somática mecanorreeptiva a qual se correlaciona com a posição corporal.
As sensações proprioceptivas podem ser divididas em dois subtipos: sensação de posição estática, que significa a percepção consciente da orientação das diferentes partes do corpo relacionadas entre si, e sensação de velocidade de movimento, também chamada de cinestesia ou  propriocepção dinâmica.
A porção cerebral anterior ao sulco central e que constitui a metade posterior do lobo frontal é chamado de córtex motor, e está relacionada quase inteiramente ao controle das contrações musculares e dos movimentos corporais. Uma parte significativa deste controle motor ocorre em resposta aos sinais somatossensoriais recebidos das porções sensoriais do córtex, os quais mantêm o córtex motor informado a cada instante sobre as posições e os movimentos das diferentes partes do corpo.
Além do componente consciente a propriocepção tem também um forte componente inconsciente que faz parte dos sistemas de controle da motricidade. As mesmas informações geradas pelos receptores musculares e articulares e conduzidas até o córtex cerebral, onde se transformam em percepções conscientes, são utilizadas também para gerar respostas e ajustes motores capazes de tornar adequadas a cada situação as posições do corpo e eficientes os movimentos corporais.
Os receptores proprioceptivos são mecanorreceptores situados no interior dos musculos, tendões e cápsulas articulares.
Os receptores musculares são fibras aferentes de tipo Ia que fazem parte de minúsculos órgãos especializados (fusos musulares) capazes de detectar as variações de cumprimento do músculo no qual estão situados.
Os receptores tendinosos são fibras aferentes do tipo Ib qua fazem parte de outros miniórgãos especializados (órgãos tendinosos de Golgi). Neste caso, o estímulo que provoca potenciais receptores nessas fibras é a tensão sobre os tendões.
Os receptores articulares são conhecidos por suas características fisiológicas, porém ainda não foram devidamente caracterzados morfologicamente. Sabe-se que o estímulo que os ativa são as variações de ângulo articular.
As fibras aferentes proprioceptivas originadas no corpo seguem a seguinte ordem: a fibra sensitiva tem seu soma situado no gânglio espinhal, seus prolongamentos centrais trafegam pelo feixe da coluna dorsal até os núcleos grácil e cuneiforme, onde se situam os neurônios de segunda ordem. Daí em diante, as fibras secundárias unem-se às do núcleo principal do trigêmio no lemnisco medial, até atingirem o núcleo ventral posterior do tálamo, onde fazem sinapses com os neurônios de terceira ordem. A região cortical que recebe as informações proprioceptiva é a área 3 do giro  pós-central do lado oposto. Já as fibras que se originam na cabeça, seus somas pertencem a neurônios primários situados no gânglio trigêmio e as suas terminações sinapticas contactam os neurônios de segunda ordem situados no núcleo principal desse nevo craniano.
É importante lembrar que as fibras primárias logo ao entrar no SNC emitem ramos colaterais, as quais irão atingir o cerebelo e outras. Desse modo, as mesmas informações codificadas pelos proprioceptores musculares, tendinosos e articulares são utilizadas pelo sistema nervoso simultaneamente para produzir percepção e para exercer o controle da motricidade.

## Pressão
A pressão assim como o tato e a vibração são sensações perceptíveis pelos mecanoceptores. Os sinais de pressão podem ser detectados pelos seguintes receptores táteis: discos de Merkel, terminações nervosas livres e órgãos terminais de Ruffini.
Os discos de Merkel estão localizados em toda a epiderme glabra e em menor número nas partes pilosas do corpo. Correspondem a 25% dos receptores das mãos, possuem área média de receptividade de 11 mm2    e a freqüência de resposta está no intervalo de 0,4 – 100 Hz.  Pertencem a um dos tipos de receptores de extremidades dilatadas e geralmente estão reunidos em um órgão receptor, conhecido como receptor em cúpula de Iggo. Tal denominação é justificada pela disposição dos discos de Merkel que se projetam para cima provocando um abaulamento com forma de cúpula no epitélio. Assim, cria-se um receptor extremamente sensível. Estes discos estão envoltos por uma célula especializada, cuja superfície distal se adere às células epidérmicas por um prolongamento de seu citoplasma. Dessa forma, os movimentos de pressão e tração sobre a epiderme promovem o estímulo. De início, conduzem um sinal forte com relativa adaptação e posteriormente um sinal prolongado de menor intensidade com adaptação lenta. Este mecanismo de condução permite a detecção do toque contínuo da matéria sobre a pele. A condução dos sinais é efetuada por fibras nervosas mielinizadas do tipo A beta que realizam a transmissão com velocidade de 30 a 70 m/s. Essa forma de condução também se aplica aos órgãos terminais de Ruffini.	
As terminações nervosas livres localizam-se na pele e em muitos outros tecidos. São constituídas por um axônio dividido em vários ramos sendo que ao seu redor encontram-se células de Schwann, sendo ambos envoltos por membrana basal. Transmitem os sinais por meio de fibras mielinizadas do tipo A delta, caracterizadas por conduzirem com velocidade de 5 a 30m/s. Entretanto, algumas realizam a transmissão por meio de fibras amielínicas do  tipo C cuja velocidade de condução é de no máximo 2m/s.
Os órgãos terminais de Ruffini são encontrados na derme e na camada subcutânea. Correspondem a 19% das unidades sensoriais da mão, possuem área média de receptividade de 59 mm2 e a freqüência de resposta está no intervalo de 0,4-100 Hz, assim como nos discos de Merkel. Possuem adaptação lenta o que os permite detectarem sinais contínuos de alongamento e força local na pele e em tecidos mais profundos.

## Dor
Predefinição:Artigo priincipal
Melzack e Wall - dor é um fenômeno complexo que envolve sensações e mecanismos fisiológicos, comportamentais e psicológicos importantes; uma experiência altamente pessoal, variável, influenciada por fatores culturais e cognitivos.
A informação dolorosa é captada por receptores nociceptivos, que respondem a sinais físicos como calor, frio, pressão, substâncias químicas endógenas. Os receptores nociceptivos transmitem os impulsos nervosos para a medula espinhal através de fibras sensoriais A-beta e A-delta, fibras grossas e C, fibras finas.
Para o envio da informação dolorosa para os centros da dor no cérebro existem duas vias, o trato espinoreticulotalâmico, filogeneticamente antigo, de condução lenta e cursa medialmente no tronco cerebral, e o trato espinotalâmico, filogeneticamente novo, de condução rápida e cursa lateralmente no tronco cerebral. Coletivamente com as vias espinomesencefálica, cervicotalâmica e espinohipotalâmica, o trato espinoreticulotalâmico e o trato espinotalâmico são chamados de sistema protopático ou da coluna ântero-lateral.
Nas vias de condução rápida, que enviam projeções para o tálamo ventro basal e daí para o córtex sensorial, a sensação é bem localizada, existe uma relação entre a área estimulada com sua representação no córtex somestésico e ela dura enquanto há o estímulo desencadeador. Nas vias de condução lenta, que têm conexões na substância ativadora reticular ascendente e matéria cinzenta periaquedutal e enviam projeções difusas para o tálamo, córtex e sistema límbico, a sensação é pobremente localizada e ela dura na ausência do estímulo desencadeador.
A dor possui dois componentes o perceptivo-discriminativo, discriminável no tempo, espaço e quanto à intensidade, e o aversivo-cognitivo-emocional ou racional, que associa o sistema nociceptivo a reações defensivas e emocionais.
A teoria da comporta espinhal da dor organizou grande parte do conhecimento sobre dor, explicando que a dor depende do somatório da estimulação sensorial e não apenas da descarga de receptores especializados da dor, e que a sensação da dor está sujeita a controle central capaz de modular a transmissão da informação dolorosa, que pode influenciar na percepção da dor. A área que sofre injúria envia para a medula espinhal, pelas fibras grossas, informação das características do estímulo aplicado, e pelas fibras finas, informação da intensidade do estímulo. Ao nível da substância gelatinosa, as fibras finas estimulam células que potencializam a atividade das células transmissoras da dor, abrindo a comporta, e as fibras grossas estimulam um tipo de célula que inibe as células transmissoras da dor, fechando a comporta.

### Relação entre dor e dano

#### Dor sem dano
Lesch-Nyan – deficiência de uma enzima que regula o metabolismo

#### Dano sem dor
Insensibilidade congênita à dor
Síndrome de Riley-Day - caracterizada por danos neurológicos
Neuropatia radial medular – anormalidades nas raízes dos nervos

#### Dor desproporcional ao dano
Dor renal – quantidade de impulsos nervosos pequenos, estrutura pouco inervada.
Hiperalgesia – sensibilidade excessiva dos receptores ou facilitação da transmissão sensorial no receptor sensibilizado.

#### Dor após a cura do dano
Dor crônica

### Classificação da dor
Referida ou irradiada: sentida em local diferente da sua origem, originada no receptor, tem origem visceral. Ramos das fibras viscerais fazem sinapse na medula com os neurônios que inervam a pele.
Projetada: sem comprometimento do receptor, tem origem pela estimulação da via. A atividade nas fibras aferentes é projetada ao sistema nervoso central e há sensação na região do corpo em que a fibra aferente inerva.
Fantasma: ocorre em membros não mais pertencentes ao corpo. A atividade de axônios sensoriais do membro amputado é julgada pelo sistema nervoso central como do membro ausente.

#### Quanto à duração
Aguda: causa bem definida com um tempo característico, e a dor desaparece após a cura da injúria.
Crônica: permanece após a cura, proveniente de impulsos anormais não inibidos, influenciada por reações emocionais e neuro-vegetativas.

#### Quanto à fisiopatogenia
Nociceptiva: ativação dos nociceptores, na pele ou nos tecidos do corpo em resposta a um dano.
Neuropática: lesões do sistema nervoso central ou sistema nervoso periférico.
Psicogênica: tem origem psicológica, não há ativação de nociceptores ou de vias sensoriais.
A sensação de dor é modulada por determinantes culturais, experiências passadas, significado da situação, atenção, ansiedade e distração, sugestão e placebo, limiares corporais.

## Termossensibilidade
A termossensibilidade, que pode ser consciente ou inconsciente, tem como principal fundamento biológico o controle da temperatura corporal para que esta não se afaste do nível ótimo para as reações químicas das células. Para os dois componentes, conscientes e  inconscientes são os mesmos receptores que transduzem e codificam as informações de termossensibilidade, com o diferencial que o componente inconsciente utiliza além desses, receptores especiais localizados no sistema circulatório e até no próprio cérebro.
Em geral, os termorreceptores são terminações livres distribuídas não homogeneamente (existem áreas com maior concentração e áreas com menor) pela superfície cutânea, mucosas e paredes das vísceras digestivas e respiratórias e que detectam mudanças de temperatura dos tecidos (afastamento dos valores normais, em torno de 36-37 °C) gerando potenciais receptores despolarizantes. Quando a temperatura corporal decresce , ficando entre 10 e 35°C são os receptores para o frio que são ativados. Já para a faixa de 30 a 45°C são os receptores para o calor que atuam. Percebe-se que existe uma faixa em que ambos estão ativos, entre 30 e 35°C. No entanto, nessa faixa, a resposta difere no sentido da variação térmica , ou seja, se a temperatura aumenta ou diminui a partir de um valor inicial.
Para que a sensação térmica seja interpretada como frio ou calor, os potenciais gerados precisam percorrer um certo trajeto, que é o seguinte: Depois de gerado,  o potencial receptor é codificado em salvas de potenciais de ação na membrana adjacente aos terminais e conduzidos ao longo de fibras A delta e C, que são fibras finas e com pouca ou nenhuma mielina, em direção a um gânglio espinhal ou ao gânglio trigêmeo no tronco encefálico , onde estão os corpos dos neurônios primários. A seguir, as fibras que emergem desses gânglios fazem sinapses com neurônios situados no corno dorsal da medula ou no núcleo espinhal do trigêmeo. Então, os neurônios de segunda ordem da medula emitem axônios que cruzam a linha média e a seguir trafegam pela coluna antero-lateral até o tronco encefálico onde encontram os axônios originados do núcleo espinhal do trigêmeo oposto formando o lemnisco espinhal, que se projeta para o tálamo. No tálamo, mais especificamente no núcleo ventral posterior, misturados aos neurônios táteis, se situam os neurônios de terceira ordem da via de termossensibilidade. Os axônios desses neurônios emergem pelas radiações talâmicas e terminam na área S1 do córtex cerebral.
Na regulação da temperatura agem ainda os termorreceptores centrais, localizados em grande quantidade no hipotálamo anterior e na região pré óptica. Assim, a termorregulação pode ser considerada um servomecanismo natural, no qual o ponto de ajuste fica em torno de 37°C, os termorreceptores periféricos e centrais constituem o sistema de retroação , o hipotálamo é o integrador e o controlador é múltiplo, sendo formado pelo SNA,  sistema endócrino e sistema neuromuscular e a variável controlada é a temperatura. Para ilustrar a importância do hipotálamo no controle da temperatura, verificou-se que animais que tiveram o hipotálamo anterior lesado ficaram hipertérmicos , ou seja, era como se não conseguissem mais perder calor . Já quando as lesões se localizavam na região posterior, ocorria o inverso, os animais tornavam-se incapazes de se aquecerem e a temperatura corporal tendia a igualar-se a do ambiente.

## Tato
O tato, sendo um dos cinco sentidos, nos permite estabelecer contato com o ambiente que nos rodeia, agindo de forma distinta dos outros sentidos (como a visão, por exemplo), exigindo um contato direto com o objeto a ser explorado. Desta forma, ele é “ativado”, desencadeando a ação de milhares de células, que nos permitirão apreciar o estado físico dos corpos, informando-nos quanto aos seus estados (sólidos, líquidos ou gasosos), seus aspectos (polidos ou ásperos, maciços ou fofos, secos ou úmidos), suas formas e dimensões, dentre outras características.
Em poucas palavras, podemos dizer que o tato é a forma com a qual, "pegamos" o mundo pelas sensações da pele.
Tendo em vista isso, podemos lembrar que a pele é o maior órgão do corpo humano, possuindo em toda a sua extensão terminações nervosas livres e terminações nervosas fechadas, dentro dos chamados corpúsculos táteis.
Existem diversos corpúsculos táteis, específicos para diferentes impressões, além das terminações nervosas livres anteriormente ditas, dos quais podemos citar o corpúsculo de Meissner. Esse corpúsculo é um tipo de receptor do tato com sensibilidade especial, contendo uma terminação nervosa longa e encapsulada, que excita uma grande fibra nervosa sensorial mielinizada (tipo Aβ). Ele é encontrado nas partes não-pilosas da pele (denominadas de pele globra), sendo muito abundantes nas pontas dos dedos, nos lábios e em outras regiões da pele, onde há alta capacidade de discernimento das características espaciais das sensações táteis.
Juntamente com os corpúsculos de Meissner usualmente encontramos um grande número de receptores de extremidades expandidas, sendo que um deles são os discos de Merkel. Esses receptores diferem dos corpúsculos de Meissner pelo fato de transmitirem, inicialmente, um sinal forte, porém parcialmente adaptável, e, depois, um sinal contínuo mais fraco, que se adapta apenas lentamente. Os discos de Merkel estão frequentemente, agrupados no órgão receptor chamado de receptor em cúpula de Iggo, que se projeta para cima, contra o lado inferior do epitélio da pele; isso faz com que o epitélio, nesse ponto, se projete para fora, criando, assim, uma cúpula e constituindo um receptor extremamente sensível. Importante saber também que os discos de Merkel são inervados por grandes fibras nervosas únicas do tipo mielinizado (tipo Aβ). Esses receptores, juntamente com os corpúsculos de Meissner, desempenham papéis extremamente importantes na localização das sensações do tato em áreas especificas do corpo e na determinação da textura do que é sentido.
Também possuímos o órgão terminal do pelo, que constitui um receptor do tato. Esse receptor se adapta prontamente e, portanto, como os corpúsculos de Meissner, detecta, sobretudo, o movimento de objetos na superfície do corpo ou o contato inicial com o corpo.
Existem também os órgãos terminas de Ruffini, que são terminações encapsuladas, que se localizam nas camadas mais profundas da pele, além de serem encontrados também nos tecidos internos, ainda mais profundos. Suas terminações, por se adaptarem de maneira muito lenta, fazem desses órgãos terminais importantes na sinalização de estados contínuos de deformação da pele e dos tecidos mais profundos, além de ajudarem a sinalizar o grau de rotação de articulações (por também estarem presentes nas cápsulas das articulações).
Também como receptores táteis temos os corpúsculos de Pacini, ficam situados tanto imediatamente abaixo da pele quanto profundamente nas fáscias dos tecidos do corpo. São estimulados apenas pelo movimento rápido dos tecidos, porque se adaptam em alguns centésimos de segundo. Assim, são particularmente importantes para detectar a vibração dos tecidos ou outras alterações rápidas do estado mecânico dos tecidos.
Quase todos os receptores sensoriais especializados, como os corpúsculos de Meissner, os receptores em cúpula de Iggo, os receptores dos pêlos, os corpúsculos de Pacini e as terminações de Ruffini, transmitem seus sinais, sobretudo por meio de fibras nervosas mielinizadas pequenas do tipo Aβ, com velocidades de condução que variam de 30 a 70 m/s. Por outro lado, receptores táteis de terminação nervosa livre transmitem sinais, sobretudo por meio de fibras mielinizadas pequenas do tipo Aδ, que conduzem em velocidades de 5 a 30 m/s. Algumas terminações livres táteis transmitem, por meio de fibras amielínicas do tipo C, com velocidade de até 2 m/s; elas enviam sinais para a medula espinhal e o tronco encefálico inferior, provavelmente subservindo sobretudo a sensação de cócegas.

## Patologia
Quando processos patológicos afetam o nervo periférico, sejam eles de ordem inflamatória, infecciosa, compressiva, isquêmica ou desmielinizante, ocorrerá alterações da sensibilidade (caso seja um nervo sensitivo) e também motoras (quando o nervo afetado é misto). Entretanto na maioria dos casos somente a sensibilidade periférica é perdida, ocorrendo preservação da sensibilidade profunda. È o que conhecemos por dissociação periférica. É o que ocorre na hanseníase, que tem distribuição cutânea em áreas pontuais e nas polineurites, inflamações nervosas devido principalmente ao alcoolismo, diabetes mellitos e intoxicações por chumbo e inseticidas, que são mais acentuadas nas extremidades, uma alteração em “bota e luva”.
Esses processos podem atingir nervos específicos, como na neuralgia occipital, causada por lesão do nervo occipital maior, com o aparecimento de dor do tipo queimação e formigamento (deaferencial) no seu território. Os nervos trigêmeo e glossofaríngeo também podem ser acometidos por compressões vasculares nas suas saídas do tronco cerebral, ocasionando dor nociceptiva em seus territórios, que pode ser muito intensa se a compressão for das zonas de gatilho.
A síndrome do túnel carpiano é caracterizada por parestesias ou dor diferencial na eminência tenar e polegar, ocasionada por compressão do nervo mediano no túnel do carpo, podendo ocorrer diminuição da sensibilidade superficial. O plexo lombossacral pode também ser comprimido por, por exemplo, protrusão de um disco intervertebral (quadro clínico conhecido por hérnia de disco), principalmente os das vértebras sacrais. É um quadro caracterizado por dor aguda e déficits sensitivos e até motores na região lombar, glútea e dos membros inferiores.
A tabes dorsalis ou ataxia motora se manifesta muitos anos após infecção sifilítica primária por Treponema pallidum, que lesiona as raízes e funículos posteriores da medula espinhal, o que leva ao sintoma mais comum dessa patologia: crises dolorosas súbitas de curta duração, porém alta freqüência, nas pernas e tronco. O paciente também se queixa de instabilidade ao caminhar, especialmente no escuro ou com olhos fechados (ataxia de marcha devido à alteração do sentido de posição). Além disso, ocorre perda do tato fino, dos reflexos profundos do joelho e tornozelo e da sensibilidade profunda, com preservação do tato protopático (grosseiro), temperatura e dor.
As afecções do canal central da medula, como a siringomielia, hematomielia e mielomalacia, têm como sintomas perda das sensibilidades térmica e dolorosa, porém com o tato e sensibilidade profunda preservados, pois só há comprometimento do trato espinotalâmico.
O herpesvírus pode infectar o gânglio da raiz dorsal, especialmente aqueles neurônios responsáveis pela sensação de dor, resultando em lesões inflamatórias frequentemente destrutivas. Dessa forma, ocorre erupção cutânea vesiculosa, que caracteriza o herpes zoster, acompanhada de dor segmentar que circunda em faixa o hemicorpo.
Em condições normais, os termoreceptores detectam variações da temperatura corpórea e transmitem a informação ao centro integrador o qual por meio de vias eferentes promovem a resposta que visam à conservação ou a dissipação do calor. Anomalias da função ou danos estruturais podem provocar uma perda da capacidade de regulação térmica.

A febre é a elevação da temperatura corporal em resposta a uma alteração no centro termoregulador localizado no hipotálamo (alteração do ponto de regulação térmica). A elevação do ponto de regulação térmica origina uma série de mecanismos a fim de elevar a temperatura corporal central (tremores, vasoconstrição, aumento do metabolismo celular, etc.) visando atingir o novo equilíbrio. As substâncias capazes de causar febre são chamadas de pirogênios, podendo ser endógenos ou exógenos.
As lesões cerebrais derivadas de cirurgias encefálicas que afetam o hipotálamo ou lesões tumorais com efeitos compressivos também podem causar febre.
A hipertermia é uma elevação da temperatura corporal acima do ponto de regulação térmica. Frequentemente está associada a uma ineficiência dos mecanismos de dissipação do calor ou, menos freqüente, por um excesso de produção de calor com uma dissipação insuficiente. Em temperaturas acima dos 41°C conduzem a uma desnaturação enzimática, instabilidade das membranas celulares, alterações das vias metabólicas dependentes de oxigênio e a uma disfunção mitocondrial.
Existem duas situações distintas de hipertermia: o golpe de calor e a hipertermia maligna.  A primeira causado por uma insuficiência dos mecanismos dissipadores de calor em um ambiente quente e o segundo causado por uma variação genética que em 50% dos casos relacionam-se a uma alteração no gene RYR1 que codifica os canais de liberação de cálcio nos retículos sarcoplasmáticos, causando dentre seus efeitos, o aumento da temperatura corporal.
A hipotermia é a diminuição da temperatura corporal para valores inferiores a 35°C sendo classificada em acidental (primária) ou secundária, respondendo a ausência ou presença de disfunção do centro termo-regulador respectivamente. Abaixo dos 30°C, o hipotálamo perde a capacidade de regular a temperatura. A hipotermia causa um abrandamento da atividade enzimática, vasoconstrição periférica e ineficiência das vias metabólicas dependentes de oxigênio.

## Semiologia
Na Semiologia do sistema somestésico, são analisadas os diferentes tipos de sensibilidade de forma subjetiva, através dos relatos do paciente, ou de forma objetiva, através de estímulos aplicados pelo examinador. Os quatro diferentes tipos de sensibilidade são: a sensibilidade superficial ou exteroceptivas que engloba a dor superficial, o tato e a sensibilidade térmica; a sensibilidade proprioceptiva a qual fornece informações cinético-posturais das diferentes partes do corpo; a sensibilidade profunda da qual fazem parte a sensibilidade vibratória, também chamada de sensibilidade palestésica, sensibilidade à pressão e a dor profunda; e a sensibilidade cortical ou discriminativas.
A sensibilidade superficial é testada de acordo com suas diferentes submodalidades. O exame clínico para se testar o tato normalmente é feito com um pedaço de algodão ou um pincel macio com os quais se estimula diferentes partes do corpo, sendo assim possível diagnosticar áreas de percepção normal, áreas hipoestésicas, sensibilidade táctil diminuída, e áreas anestésicas, onde ocorreu abolição total da sensibilidade táctil. A sensibilidade térmica é testada através da estimulação com dois objetos de temperatura diferente, normalmente usam-se dois tubos de ensaio um com água quente e outro com água fria evitando-se extremos para não confundir a diferenciação de sensações com a de dor. A dor normalmente é testada com o uso de agulha ou alfinete sendo que o paciente deve distinguir a sensação táctil do contato da sensação de dor provocada.
Na propriocepção o paciente deve ser capaz de informar a posição do corpo sem o auxilio da visão. Na maioria das vezes o examinador testa a sensibilidade proprioceptiva através da dorsiflexão, movimento para cima, e da plantiflexão, movimento para baixo, do pé pedindo para o paciente de olhos fechados dizer a posição do pé.
Para se testar a sensibilidade profunda é necessária, bem como na sensibilidade superficial, testar suas diferente submodalidades. A sensibilidade vibratória é testada através de um diapasão colocado em uma saliência óssea na superfície do corpo. A sensibilidade à pressão é testada através da compressão manual ou digital de uma parte do corpo, como o tendão calcâneo, mais conhecido como tendão de Aquiles. Na investigação da dor deve-se interrogar suas características através do histórico com o paciente, características como tipo de dor, intensidade, duração, localização, irradiação, fatores que contribuem para o seu aumento e sua diminuição.
A sensibilidade cortical depende da integridade do córtex cerebral sensitivo e das vias talâmicas. Com o uso de um compasso informa-se a distancia mínima para a qual são percebidas duas excitações distintas, sendo essa distancia determinada pela quantidade de dermátomos na pele por isso essa distância varia nas diferentes partes do corpo. Outro teste é a capacidade de reconhecer números e letras escritas sobre a pele com um objeto rombo, a essa capacidade dá-se o nome de grafestesia. Pode-se também realizar a dupla estimulação simultânea, na qual se estimula partes iguais dos dois lados do corpo ao mesmo tempo sendo que o paciente deve ser capaz de identificar prontamente os estímulos. No teste da esterognosia, testa-se a capacidade de se reconhecer diferentes objetos pela palpação seja com o uso da mão ou do pé.